# Ambon-stad
Het kamp in Ambon-Stad was een militair kampement op het eiland Ambon in de gelijknamige stad. Dit kampement was tijdens de Japanse bezetting van Nederlands-Indië in de periode van 25 november 1943 tot 7 oktober 1944 een krijgsgevangenenkamp.
Voor het kampement werden enkele huizen en gebouwen gebruikt als provisorisch evacuatiekamp/doorgangskamp voor de evacuatietransporten die vanuit Ambon-stad werden georganiseerd om de krijgsgevangenen weer terug naar Java te kunnen brengen. Groot probleem waren de geallieerde bombardementen op Ambon-stad en de intensieve acties tegen de Japans scheepvaartverkeer. Daardoor konden de laatste groepen pas in september en oktober 1944 worden ingescheept. Bij deze transporten kwamen veel krijgsgevangenen om het leven. Een deel van de krijgsgevangenen strandde in Raha op het eiland Moena (Zuidoost-Celebes).